# Wirtschaftsrat der CDU
Der Wirtschaftsrat der CDU e. V. ist ein CDU-naher Lobby- und Berufsverband, welcher die Interessen seiner Mitglieder aus der Wirtschaft vertritt.
Der Wirtschaftsrat, 1963 zunächst unter dem Namen Zusammenschluss deutscher Unternehmer auf berufsständischer Basis gegründet, trägt mit Duldung der CDU den Zusatz CDU im Namen. Anders als beispielsweise die Mittelstands- und Wirtschaftsunion hat der Wirtschaftsrat nicht den Status einer Vereinigung oder Sonderorganisation innerhalb der Union. Finanziell und juristisch ist der Wirtschaftsrat somit unabhängig von der CDU und nicht an das Parteiengesetz und dessen Transparenzregeln gebunden. Eine Mitgliedschaft in der CDU ist keine Voraussetzung für eine Mitgliedschaft im Wirtschaftsrat.
Gemäß einem Bericht der Organisation Lobbycontrol ist der Wirtschaftsrat de facto ein Lobbyverband mit privilegiertem Zugang zur Spitze der CDU, inklusive einer kooptierten Mitgliedschaft im CDU-Bundesvorstand.

## Innere Struktur
Der eingetragene Verein hatte 2018 rund 12.000 Mitglieder. Diese sind in Landesverbänden organisiert. Die Landesverbände bestehen ihrerseits aus Sektionen. Der Wirtschaftsrat beschäftigt 130 Mitarbeiter.
Präsidentin des Wirtschaftsrates ist Astrid Hamker (Gesellschafterin und Mitglied des Beirates der Piepenbrock Unternehmensgruppe). Generalsekretär ist Wolfgang Steiger.
Der Wirtschaftsrat hat einen Landesverband Brüssel unter der Leitung von Corinna Grajetzky (RWE AG) und eine Vertretung in New York City. Für jüngere Mitglieder besteht die Möglichkeit, sich im „Jungen Wirtschaftsrat“ mit zusammen etwa 700 Mitgliedern zu engagieren.
Wie andere Wirtschaftsverbände auch ist der Wirtschaftsrat der CDU e. V. in der Lobbyliste des Deutschen Bundestags und in das Lobbyregister der EU eingetragen.

### Finanzierung
Der Wirtschaftsrat wird von seinen Mitgliedern finanziert. Unternehmen zahlen teils fünfstellige Summen im Jahr.

### Fachgremien
Der Wirtschaftsrat hat 100 Landes- und 20 Bundesfachgremien.
Vorsitzende der Bundesfachgruppen (Auswahl):
- Handel, Ernährung und Verbraucherschutz: Thomas Kyriakis (Vorstand Schwarz Gruppe, größter Handelskonzern Europas)[16]
- Umwelt- und Klimapolitik: Detlev Wösten (Geschäftsführer der H&R GmbH & Co. KGaA , Unternehmen für Spezialprodukte auf Rohölbasis)[17]
- Energiepolitik: Karsten Wildberger (Vorstandsmitglied der E.ON SE, Energiekonzern)[18], davor Johannes Lambertz (Vorstandsvorsitzender  RWE Power AG)[19]
- Europäische Finanzmarkt- und Währungspolitik: Lutz R. Raettig (Vorsitzender des Aufsichtsrates Morgan Stanley Bank AG, Frankfurt/Main)[20]

## Geschichte
Die Gründung geht auf das Jahr 1963 zurück. Am 9. Dezember wurde er in Bonn als Zusammenschluss deutscher Unternehmer auf berufsständischer Basis ins Leben gerufen. Mit der Gründung des Wirtschaftsrates sollte ein Gegenpol zu den damals starken CDU-Arbeitnehmerausschüssen geschaffen werden. Konkreter Anlass waren insbesondere die Auseinandersetzungen um die Sozialpolitik zum Ende der Kanzlerschaft Konrad Adenauers. Die Schaffung einer anfangs gedachten neuen Vereinigung innerhalb der CDU konnte jedoch nicht umgesetzt werden. Daher ergriff der Bundestagsabgeordnete und Fabrikant Alphons Horten die Initiative und schlug vor, eine Organisation außerhalb der offiziellen Parteistrukturen zu gründen.
Vorbild des Wirtschaftsrats der CDU war der bereits im Jahr 1948 im Bundesland Bayern gegründete Wirtschaftsbeirat der Union, welcher Einfluss auf die Politik der Christlich-Sozialen Union in Bayern nehmen wollte.
Aufmerksamkeit innerhalb einer breiteren Öffentlichkeit erregte der Wirtschaftsrat während der Zeit der sozial-liberalen Koalition der 1970er Jahre. Auf den seit 1965 durchgeführten Wirtschaftstagen setzte er sich vor allem mit deren Wirtschafts- und Sozialpolitik auseinander. Dem Umzug von Bundestag und Bundesregierung nach Berlin folgte der Wirtschaftsrat am 1. Juli 2000 und verlegte den Sitz seiner Bundesgeschäftsstelle ebenfalls in die Bundeshauptstadt.
Veranstalter einer Corona-Demonstration war das Mitglied im Landesvorstand Thüringen des CDU-Wirtschaftsrats, Peter Schmidt.
Im Oktober 2021 trat der Vorsitzende des Jungen Wirtschaftsrats, Marcus Ewald, zurück. In einem offenen Brief schrieb er: „Statt wertvolle Hinweise aus dem Innenleben von Unternehmen zu geben, tritt der Wirtschaftsrat als Kampfgruppe Merz innerhalb der Union auf“. Wirtschaftskompetenz komme von Unternehmern und „nicht von Politikern, die in Aufsichtsräten sitzen, weil sie Politiker sind“. Merz war damals Vizepräsident des Wirtschaftsrates.
Mit einer deutlichen Mehrheit von 70,3 % wurde Caroline Bosbach zur neuen Vorsitzenden gewählt. Die Lobbyistin arbeitet für einen deutschen Netzbetreiber in Nordrhein-Westfalen.

## Positionen

### Klima- und Energiepolitik
Kurt Joachim Lauk, Werner Michael Bahlsen (jeweils ehemalige Präsidenten des Wirtschaftsrats), Friedrich Merz (Vizepräsident des Wirtschaftsrats, Stand 2021) und Paul Bauwens-Adenauer (Vorstand des Landesverbands NRW des Wirtschaftsrats, Stand 2021) gehörten im Jahr 2010 zu den Unterzeichnern des Energiepolitischen Appells.
Am 27. September 2013 (wenige Tage nach der Bundestagswahl 2013) schrieb der Generalsekretär des Wirtschaftsrates, Wolfgang Steiger, die Folgekosten der Klimapolitik für die deutsche Volkswirtschaft betrügen in den nächsten 50 Jahren bis zu 800 Milliarden Euro. Mehrheitlich werde die deutsche Wirtschaft diese Kosten zu tragen haben. Tatsächlich stammte die Zahl jedoch aus einer Studie des DIW, welche zu ergründen versuchte, wie hoch die Kosten für die Wirtschaft wären, falls kein „forcierter Klimaschutz betrieben würde“.
Der Wirtschaftsrat Thüringen lud im April 2019 Referenten des Vereins EIKE, der den menschengemachten Klimawandel leugnet, zu einer Abendveranstaltung ein, um sich zu Klimathemen beraten zu lassen. Der Landesverband Hamburg ließ sich 2019 und 2020 von Fritz Vahrenholt beraten.
Im Jahr 2015 sagte der Präsident Kurt Joachim Lauk, dass es unmöglich sei, das Klimaziel für das Jahr 2020 Deutschlands zu erreichen (also eine Reduktion um 40 Prozent): „Das sagen wir schon seit langer Zeit, weil wir die Grundrechenarten beherrschen.“ Anfang des Jahres 2018 sprach sich der Wirtschaftsrat dafür aus, dass „unrealistische CO2-Reduktionsziel von 40 Prozent bis 2020“ aufzugeben. Es sei besser, auf das im Übereinkommen von Paris vorgegebene Minderungsziel von 55 Prozent für 2030 zu fokussieren.
Im Jahr 2020 nannte der Wirtschaftsrat hingegen eben diese europäische Pläne zur Anhebung des EU-Klimaschutzziels auf 55 oder mehr Prozent bis zum Jahr 2030 überzogen. Der Kommissionspräsidentin Ursula von der Leyen warf der Rat „eine politische Instinktlosigkeit“ vor.
Im September 2019 schrieb der Rat, dass das Erreichen von Klimazielen „nur durch technologischen Fortschritt und Innovation gelingen“ könne. Einer CO2-Bepreisung müsse die „Wettbewerbsfähigkeit der Industrie“ hierzulande vorangestellt werden.
Der Wirtschaftsrat sprach sich im Jahr 2019 gegen das Bundes-Klimaschutzgesetz und gegen den Expertenrat für Klimafragen, nach Vorbild des Committee on Climate Change in Großbritannien, aus. Er ließ verlautbaren: „Würde ein demokratisch nicht legitimierter ,Klimarat‘ staatlich vorgegebene Reduktionsziele für einzelne Sektoren überprüfen und Verfehlungen bestrafen, wäre das nichts anderes als ein großer Schritt in Richtung Planwirtschaft ohne Sachverstand.“
Der Wirtschaftsrat positionierte sich in der Frage nach der Ausgestaltung von Konjunkturhilfen zur Bewältigung der COVID-19-Pandemie. Er möchte Klimaschutzmaßnahmen verlangsamen und sieht in Deutschland „Sonderwege in der Klima- und Energiepolitik“, durch welche „eine De-Industrialisierung droht“. Auf Ebene der Europäischen Union solle sich die Bundesregierung außerdem „für eine zeitliche Streckung der klimapolitischen Zielvorgaben einsetzen“. Den European Green Deal kritisierte die Präsidentin des Wirtschaftsrats, Astrid Hamker, er habe „zu viel Zeitgeist und zu wenig ökonomische Vernunft“. Ein Kreis von 60 Unternehmen außerhalb des Wirtschaftsrats fordert hingegen, wirtschaftspolitische Maßnahmen zur Überwindung der Corona- und Klimakrise eng miteinander zu verzahnen. Andere Akteure argumentieren, dass mit einer Grünen Erholung ein Strukturwandel gestaltet und Innovationen angereizt werden können und somit mittel- bis langfristig die Wirtschaft gestärkt würde.
Der Wirtschaftsrat sprach sich dagegen aus, den Klimaschutz zu einem zentralen Element der Geldpolitik der Europäischen Zentralbank zu machen. Die EZB hatte argumentiert, dass der Klimawandel zu einem ernsten Risiko für die Preisstabilität werden würde.
Auf dem Wirtschaftstag 2019 des Wirtschaftsrats mahnte Joe Kaeser, Vorstandsvorsitzender von Siemens in einer zentralen Gastrede, dass eines der „größten Potenziale, die wir in Deutschland haben,“ das Thema Klimaschutz sei. Es sei „ein Thema, das überall in der Welt eine riesige Rolle spielen wird“. Innovation sei gefragt, „nicht nur Beschlüsse in Kattowitz oder Paris, sondern Innovation, Technologie, Kreislaufwirtschaft, die Herstellung von Batterien und natürlich auch die Wasserstoffökonomie.“
2024 lud der Wirtschaftsrat in Rheinland-Pfalz Stefan Homburg zu einem Vortrag mit dem Titel  „Krisenmodus: Corona, Klima, Rezession“ ein. Homburg ist umstritten u. a. wegen seinen Äußerungen zur COVID-19-Pandemie. Seit der Pandemie äußert sich Homburg auch verstärkt zum Klimawandel. Er vertritt den Standpunkt dieser sei „eine ähnliche Legende wie die ‘Coronapandemie’“.

### Werkverträge in der Fleischindustrie
Der Rat sprach sich im Jahr 2020 gegen ein Verbot von Werkverträgen in der Fleischindustrie aus. Stattdessen forderte Astrid Hamker den Bund und die Länder auf, für schärfere Kontrollen zur Einhaltung geltender Regeln zu sorgen und Verstößen mit Bußgeldern konsequent zu ahnden.

### Flüchtlingspolitik
Im Dezember 2015, kurz vor dem CDU-Bundesparteitag 2015, kritisierte der Wirtschaftsrat die Flüchtlingspolitik der Bundesregierung (Flüchtlingskrise in Deutschland 2015, Flüchtlingskrise in Europa 2015). Durch „verschiedene falsche Botschaften“ sei eine Sogwirkung auf Flüchtlinge nach Deutschland entstanden. Man sollte dringend Obergrenzen für Flüchtlinge festlegen. Ferner warf der Wirtschaftsrat Angela Merkel vor: „Durch die einseitige Aussetzung des Dublin-Abkommens haben wir uns über europäisches Recht hinweg gesetzt.“
Der Vizepräsident der Christlich-Demokratischen Arbeitnehmerschaft sagte daraufhin, dass das Dublin-Verfahren gescheitert sei, nachdem Griechenland weder willens noch in der Lage gewesen sei, Flüchtlinge aufzunehmen. Er führte aus: „Der Bundeskanzlerin Rechtsbruch vorzuwerfen, ist Kritik in Facebook-Manier und erinnert an Pegida.“ Der Wirtschaftsrat sei keine satzungsgemäße Organisation der CDU, zudem werde die „Bundesebene offensichtlich rechts unterwandert“.

### Lieferkettengesetz
Der Wirtschaftsrat sprach sich im Jahr 2020 gegen die Einführung eines Lieferkettengesetz aus, welches die Lebensbedingungen von Menschen und den Umweltschutz verbessern soll (siehe auch: Gründe für Flucht und Migration). Generalsekretär Wolfgang Steiger kritisierte den Gesetzesentwurf mit der Aussage, Deutschland wäre das einzige Land weltweit, welches derlei Anforderungen an Unternehmen stellen würde. Allerdings haben Frankreich, Großbritannien und die USA bereits die Verantwortungen in Lieferketten gesetzlich geregelt und die Niederlande bereitet ein solches Gesetz vor.

### Umweltbewegung und Klimaklagen
Die Präsidentin Astrid Hamker forderte die Bewegung Fridays for Future auf, nach ihren Veranstaltungen doch bitte den Müll aufzusammeln und vor allem auf ihr eigenes Handeln zu schauen. Im September 2021 sprach sich der Generalsekretär des Rats, Steiger, für ein gesetzliches Verbot von Klimaschutzklagen gegen Großkonzerne durch Nichtregierungsorganisationen aus und sagte, dass „Klimaideologen“ „auf unrealistische Zielverschärfungen“ setzten und „Luftschlösser abseits unserer demokratischen Ordnung“ bauen. Der stellvertretende Vorsitzende des Rats, Friedrich Merz, sagte im selben Monat, dass Organisationen wie der NABU und Greenpeace etwas „gegen demokratische Prozesse in den Parlamenten“ und die „soziale Marktwirtschaft“ hätten.

### Europapolitik
Am 22. Mai 2018 äußerte sich der Wirtschaftsrat „sehr besorgt“ angesichts der Regierungsbildung in Italien durch „eine Koalition aus zwei europafeindlichen Parteien“. Was sich in Italien anbahne, habe „das Potenzial, zum Endspiel um den Euro zu werden“. Der Wirtschaftsrat habe seit langer Zeit gewarnt, dass „Deutschland sich durch seine Europapolitik, die auf Durchwurschteln und Verdrängung setzt, in eine erpressbare Situation“ bringe. Deutschlands offene Target-Forderungen in Höhe von fast 1000 Mrd. Euro an andere Zentralbanken im Eurosystem würden seine Verhandlungsposition massiv schwächen. Die Bundesregierung müsse die geforderte Mithaftung deutscher Sparer für italienische Bankkredite deutlich ablehnen.

### Steuer- und Sozialpolitik
Der Wirtschaftsrat sprach sich 2020 gemeinsam mit der Lobbyorganisation Initiative Neue Soziale Marktwirtschaft für eine komplette Abschaffung des Solidaritätszuschlags (also auch für Spitzenverdiender) aus und stellte eine „Soli-Uhr“ auf. Diese sollte zu viel gezahlte Steuern anzeigen.
2024 verlautbarte der Wirtschaftsrat, „[d]ie wahren Ursachen der Finanzprobleme dieser Bundesregierung heißen Bürgergeldeinführung, Bürgergelderhöhung und Einführung der Kindergrundsicherung“. Diese „Sozialgeschenke“ seien zurückzunehmen. Bei arbeitsfähigen Bürgergeldempfängern solle die Arbeitswilligkeit durch gemeinnützige Tätigkeit überprüft werden.

## Vorsitzende
- 1963–1970 Klaus Scheufelen
- 1970–1983 Philipp von Bismarck
- 1984–1989 Heinrich Weiss
- 1989–2000 Dieter Murmann
- 2000–2015 Kurt Joachim Lauk
- 2015–2019 Werner Michael Bahlsen
- seit 2019 Astrid Hamker

## Rezeption und Kritik
Nach der CDU/CSU-Maskenaffäre im Jahr 2021 veröffentlichte die Organisation Lobbycontrol einen Bericht über den Wirtschaftsrat. Der Wirtschaftsrat sei de facto ein Lobbyverband mit privilegiertem Zugang zur Spitze der Union. Lobbycontrol zufolge ist der Wirtschaftsrat kein Parteigremium, vielmehr ein Lobbyverband für Unternehmen wie E.on, Daimler AG oder Deutsche Bank. Dabei agiere der Wirtschaftsrat jedoch wie ein Parteigremium und verschaffe den Mitgliedern direkten Zugang zu den Machtzirkeln der CDU. „Ein Lobbyverband mit Sitz im Parteivorstand ist ein Unding“, kritisierte Lobbycontrol. Die Präsidentin des Wirtschaftsrats (aktuell Astrid Hamker) ist kein gewähltes Mitglied des CDU-Vorstands. Im Jahr 2021 wurde sie zuletzt für 2 Jahre als sogenannter „ständiger Gast“ in den Vorstand kooptiert. Im Vorstand der CDU hat sie dabei ein Rederecht, aber kein Stimmrecht.
Problematisch sei der Wirtschaftsrat der CDU auch, so Lobbycontrol, da er kein Beirat sei, der repräsentativ für die Wirtschaft stehe, sondern unter anderem ein Vehikel für „besonders jene Unternehmen und Akteure“, „die Klimaschutzmaßnahmen skeptisch gegenüberstehen, weil sie selbst in der fossilen Wirtschaft verankert sind oder Klimaschutz aus ideologischen Gründen ablehnen“. Der Wirtschaftsrat wies die Vorwürfe „entschieden“ zurück. Der Rat stelle der CDU lediglich „die Expertise seiner Mitglieder zur Verfügung“.
Im Zuge der Maskenaffäre wurde bekannt, dass Joachim Pfeiffer (vormals Mitglied des Deutschen Bundestages) Mitglied im Vorstand des Wirtschaftsrats Baden-Württemberg ist. Entgegen der Transparenzregeln des Bundestags zeigte Pfeiffer seine Mitgliedschaft jedoch erst im Nachhinein bei der Bundestagsverwaltung an. Das Unternehmen Fiege Logistik, dessen Gesellschafter Hugo Fiege im Vorstand des Wirtschaftsrat sitzt, wickelte für das Bundesgesundheitsministerium Aufträge zur Beschaffung, Lagerung und Verteilung von Schutzausrüstung im Wert von mehr als 100 Millionen Euro ab. Die Auftragsvergabe erfolgte nicht nach öffentlicher Ausschreibung, sondern erging direkt an das Unternehmen.
Annika Joeres  nannte den Wirtschaftsrat in einem Artikel für Die Zeit „einen der einflussreichsten Lobbygruppen Deutschlands“, welcher eine „marktliberale Agenda“ habe. Der Wirtschaftsrat sei so ausgerichtet, dass er Großunternehmen nütze und den Klimaschutz schwäche. Dies liege daran, dass der Verband unter dem Einfluss von Konzernen wie BASF, RWE oder dem Verband der Automobilindustrie stehe. Joeres macht dies, neben den Beitragszahlungen, u. a. daran fest, dass im Jahresbericht 2019 des Wirtschaftsrats zu lesen war: „Wir konnten Handlungsempfehlungen bei Politikern platzieren“. Ferner war laut Wirtschaftsrat die Mittelstandsstrategie der CDU (geringere Steuern und weniger Bürokratie), durch diesen „entscheidend vorbereitet“. Auch auf weiteren Politikfeldern wie der privaten Altersvorsorge, der Energie- und Klimapolitik konnte der Wirtschaftsrat die Politik der CDU maßgeblich prägen. So setzten Wirtschaftsrat und CDU gemeinsam darauf, dass die Klimakrise primär durch neue Technologie zu lösen sei. „Technologie-Offenheit“ sei ein maßgebliches Argument gegen Eingriffe der Politik in den Markt. Aus der Union würde ein aktives Einbringen des Wirtschaftsrats teils eingefordert. So lobte Andreas Scheuer 2020 das „Engagement“ des Rats und merkte an: „Unterstützung, treiben, das brauchen wir“.
Die Anwälte Roda Verheyen und André Horenburg der Hamburger Kanzlei Günther kommen in einem Gutachten zu dem Schluss: „Mangels satzungsmäßiger Grundlage verstößt der ständige Gaststatus der Präsidentin des Wirtschaftsrats mit Teilnahme- und Rederecht an den Sitzungen des Bundesvorstands der CDU sowohl gegen das Parteiengesetz als auch gegen die Satzung der CDU.“
Für die CDU ist der Wirtschaftsrat auch von Bedeutung, da er der Partei Zugang zu zahlungskräftigen Unterstützern und Spendern bietet.

## Verhältnis zur FDP
Auf den Wirtschaftstagen des Wirtschaftsrats sprechen regelmäßig Mitglieder der FDP wie Christian Lindner bspw. 2014, 2018, 2019 und 2021. Eine interne Umfrage unter den Mitgliedern des Wirtschaftsrats im Jahr 2021 ergab, dass 82 Prozent der Mitglieder der FDP attestieren, ein gutes oder sehr gutes Wirtschaftsprofil zu haben. 66 Prozent attestierten dies der CDU/CSU.